# Maarssen
Maarssen es una localidad del municipio de Stichtse Vecht perteneciente a la provincia de Utrecht, en el centro de los Países Bajos. El pueblo está atravesado por el río Vecht. 
Hasta el 1 de enero de 2011 fue cabeza de un municipio del mismo nombre, al que pertenecían Maarssenbroek, Maarssen-dorp, Maarsseveen, Molenpolder, Oud-Maarsseveen, Oud-Zuilen y Tienhoven. En 2011 se fusionó con Breukelen y Loenen para formar el nuevo Stichtse Vecht. 

## Galería de imágenes

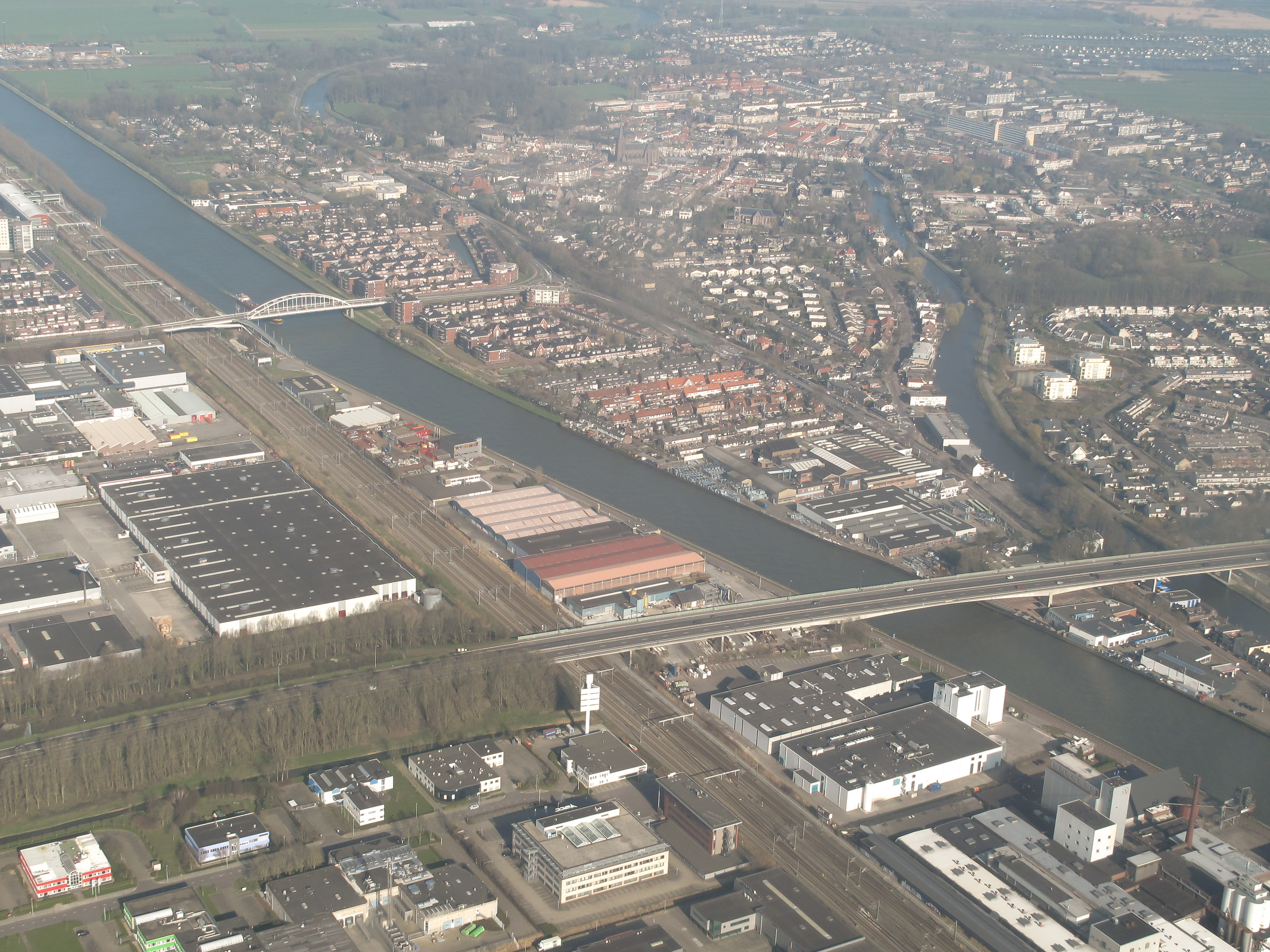
Vista desde el avion entre Maarssen y Utrecht
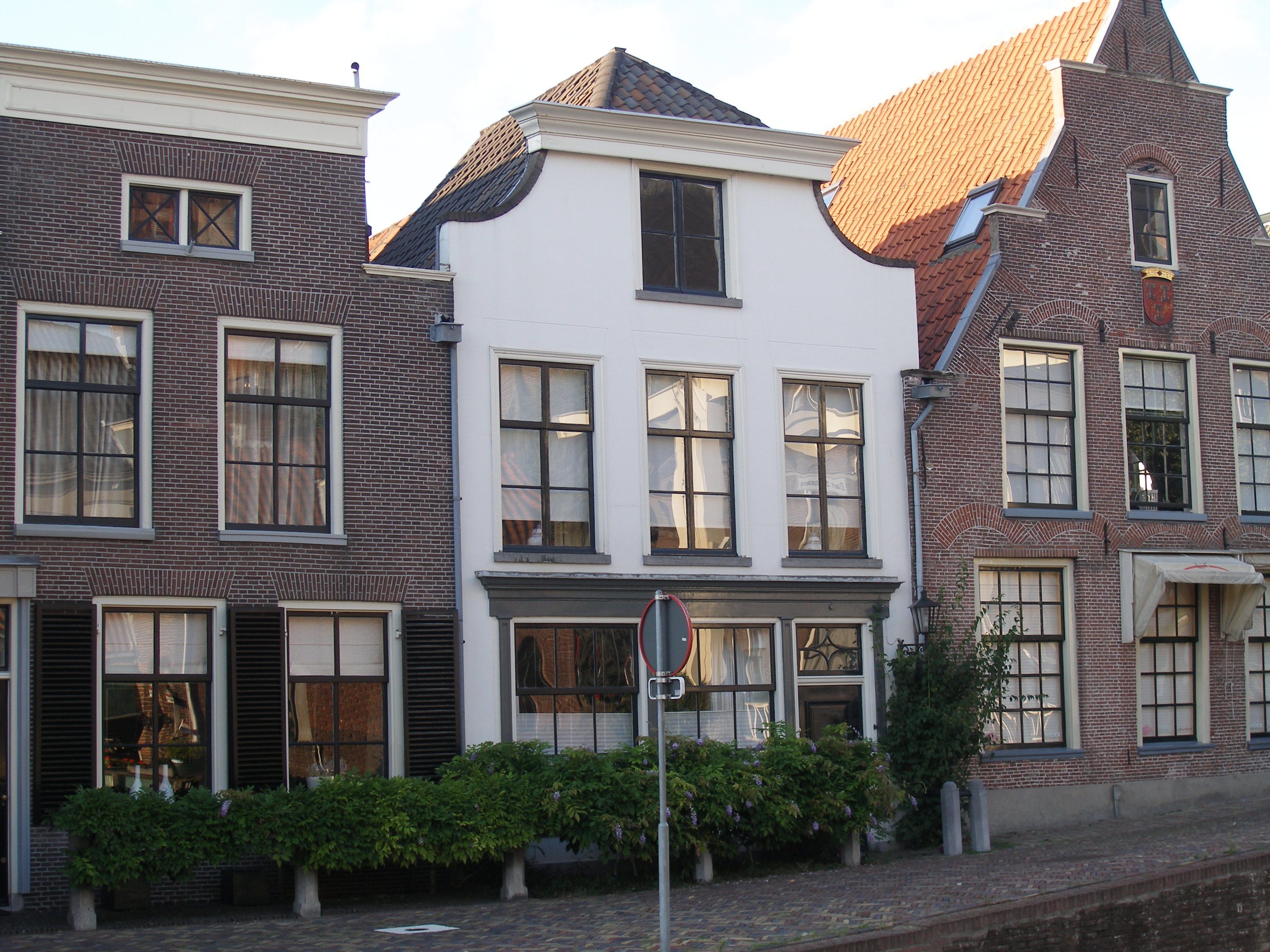
Herengracht
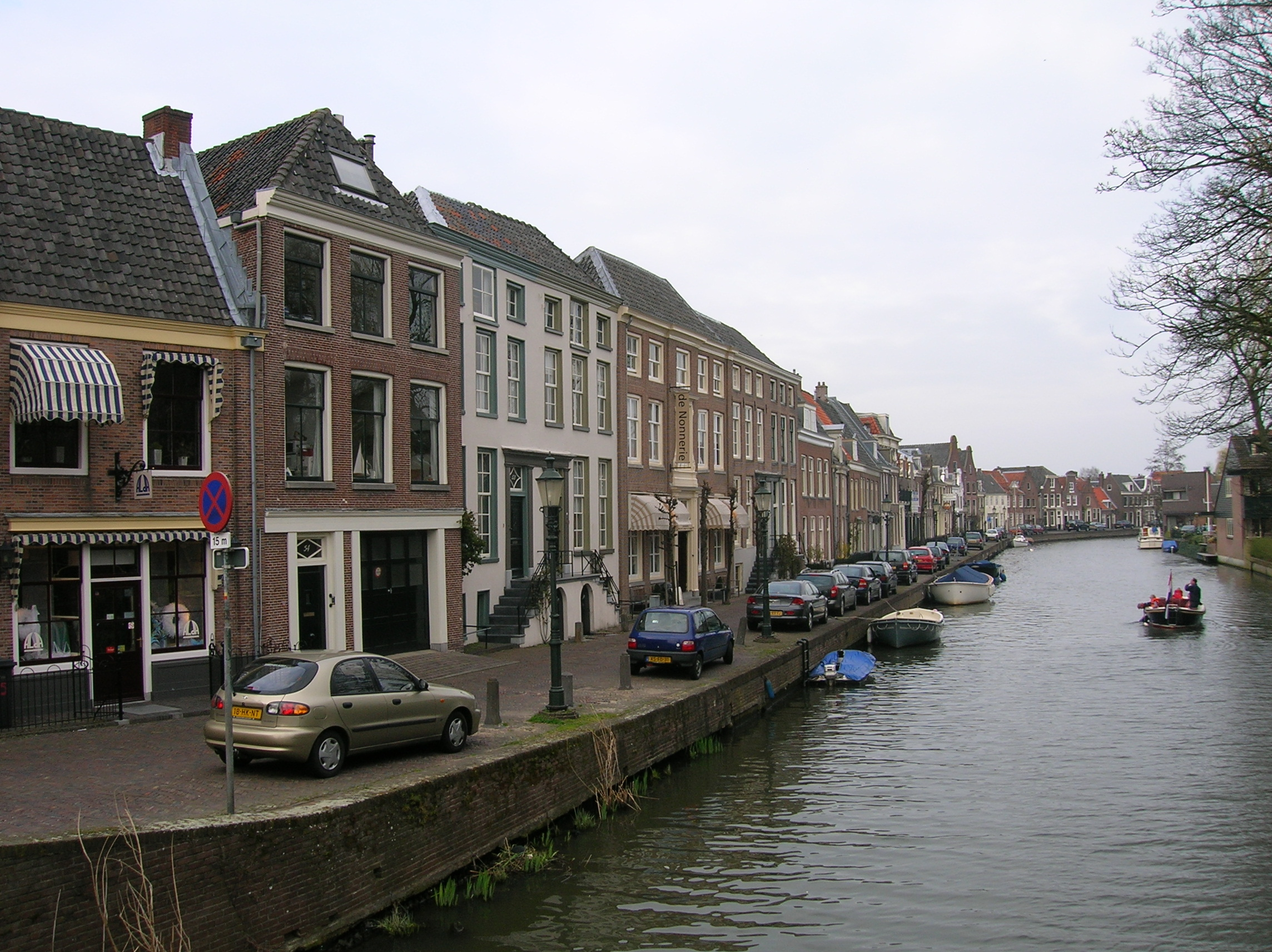
Langegracht
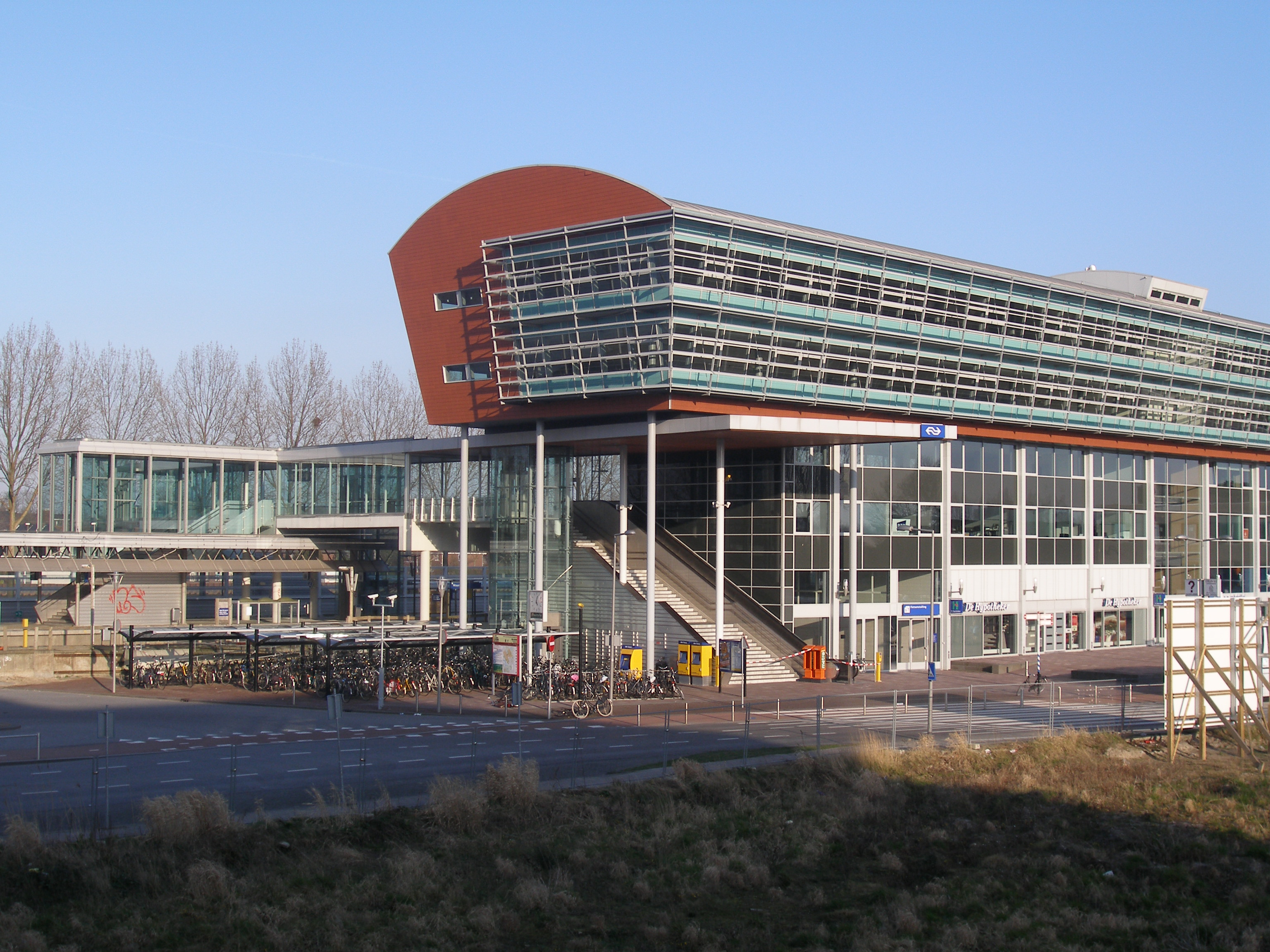
Estación de tren de Maarssen
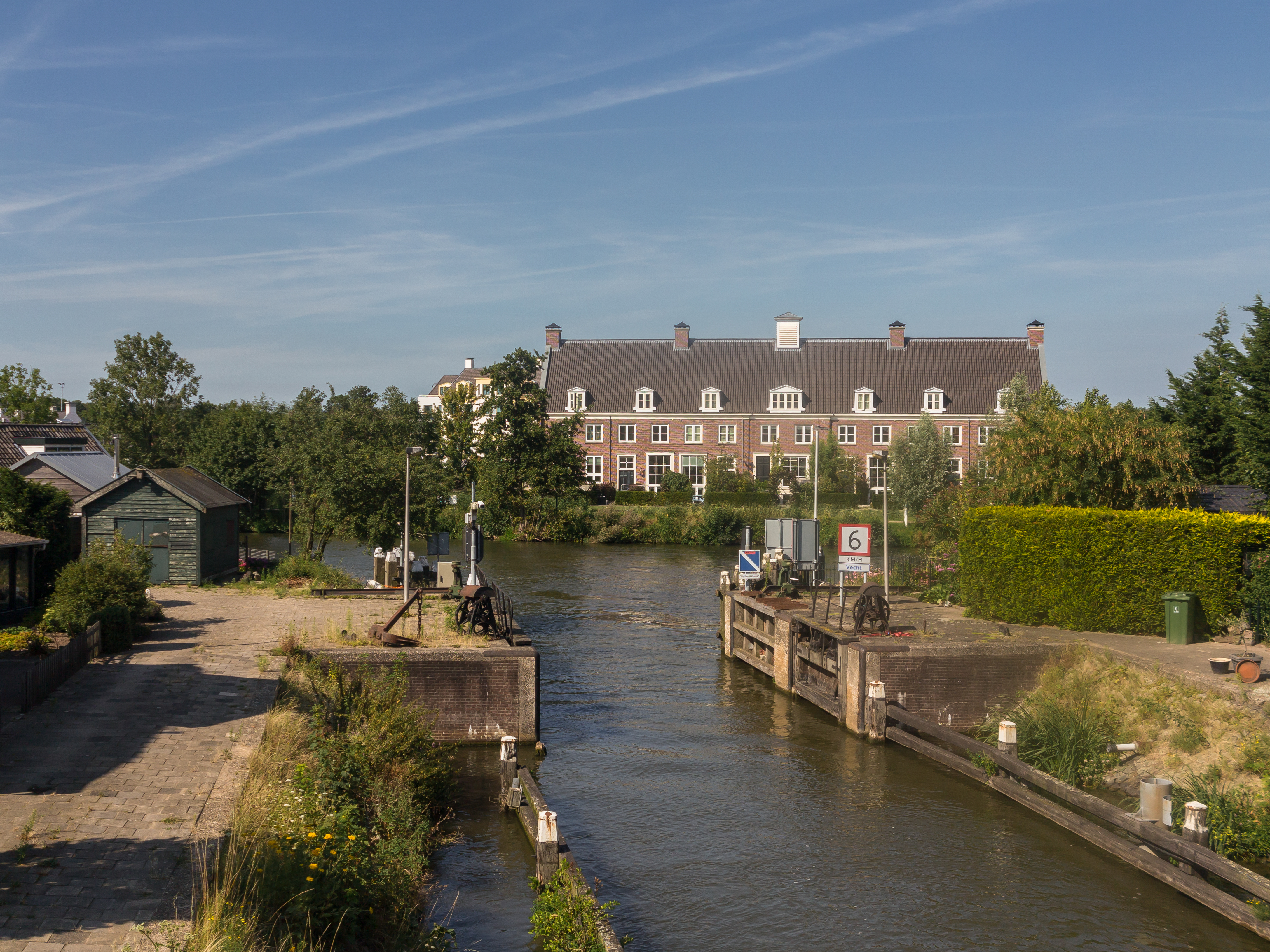
Entre la Vecht y el Amsterdam Rincanal